# آرثر لوكاس
آرثر لوكاس (بالإنجليزية: Arthur Henry Shakespeare Lucas)‏ (و. 1853 – 1936 م) هو عالم نبات، وعالم حشرات من المملكة المتحدة، وأستراليا، والمملكة المتحدة لبريطانيا العظمى وأيرلندا، ولد في ستراتفورد، توفي في ألبوري، عن عمر يناهز 83 عاماً.

## التعليم
تعلم في Kingswood School ‏
.

## جوائز
حصل على جوائز منها:

زمالة جمعية لندن الجيولوجية